# Knipolegus
Knipolegus is een geslacht van zangvogels uit de familie tirannen (Tyrannidae).

## Soorten
De volgende soorten zijn bij het geslacht ingedeeld:
- Knipolegus aterrimus – Witvleugelmoortiran
- Knipolegus cabanisi – Berlioz' moortiran
- Knipolegus cyanirostris – Blauwsnavelmoortiran
- Knipolegus franciscanus – Sãofranciscomoortiran
- Knipolegus hudsoni – Patagonische moortiran
- Knipolegus lophotes – Kuifmoortiran
- Knipolegus nigerrimus – Fluweelmoortiran
- Knipolegus orenocensis – Riviermoortiran
- Knipolegus poecilocercus – Amazonemoortiran
- Knipolegus poecilurus – Roodstaartmoortiran
- Knipolegus signatus – Junínmoortiran
- Knipolegus striaticeps – Grauwe moortiran